# Springston
Springston – miasto w Nowej Zelandii, na Wyspie Południowej, w regionie Canterbury.